# Próchnica słona
Próchnica słona – próchnica, która jest adsorpcyjnie nasycona głównie kationami sodu Na+. Podział na próchnicę słodką, słoną lub kwaśną stosuje się przeważnie do opisu dobrze rozłożonej próchnicy gleb uprawnych.
Próchnica słona, podobnie jak kwaśna, wpływa ujemnie na tworzenie się struktury gleby.